# Fumiko
Fumiko (ふみこ) là một tên dành cho nữ của Nhật Bản. Nó có thể được viết bằng các ký tự kanji khác nhau như:
- 文 子 (câu, đứa trẻ) - cũng có thể được đọc là " Ayako "
- 美 hoặc 冨 美 (đứa trẻ xinh đẹp giàu có)
- 美 (dâm bụt, đứa trẻ xinh đẹp)
- (Đứa trẻ lịch sử)

## Những người mang tên
Tên có thể chỉ một số người khác nhau như:
- Fumiko Aoki, một vận động viên trượt tuyết xuyên quốc gia (美)
- Fumiko Enchi, một nhà văn hoạt động trong thời kỳ Shōwa (文)
- Fumiko Hayashi (tác giả) (美)
- Fumiko Hayashi (doanh nhân) (Mitch 子)
- Fumiko Ito (伊藤 文子? born 1940), người nhảy xa Nhật Bản
- Fumiko Kaneko, một người theo chủ nghĩa vô chính phủ và chủ nghĩa hư vô Nhật Bản (Mitch 子)
- Fumiko Kometani, một tác giả và nghệ sĩ (み)
- Fumiko Okuno, một vận động viên bơi lội đồng bộ của Nhật Bản (文)
- Fumiko Orikasa, một ca sĩ và diễn viên lồng tiếng (美)
- Fumiko Yonezawa, nhà vật lý